# 苏尔塔诺夫卡村委员会
苏尔塔诺夫卡村委员会（俄语：Султановский сельсовет）是俄罗斯联邦阿斯特拉罕州沃洛达尔斯基区所属的一个村委员会。其下辖有3个居民点，行政中心为中苏尔塔诺夫卡。据2015年统计，该村委员会的人口为694人。